# Andrei Iwanowitsch Uschakow

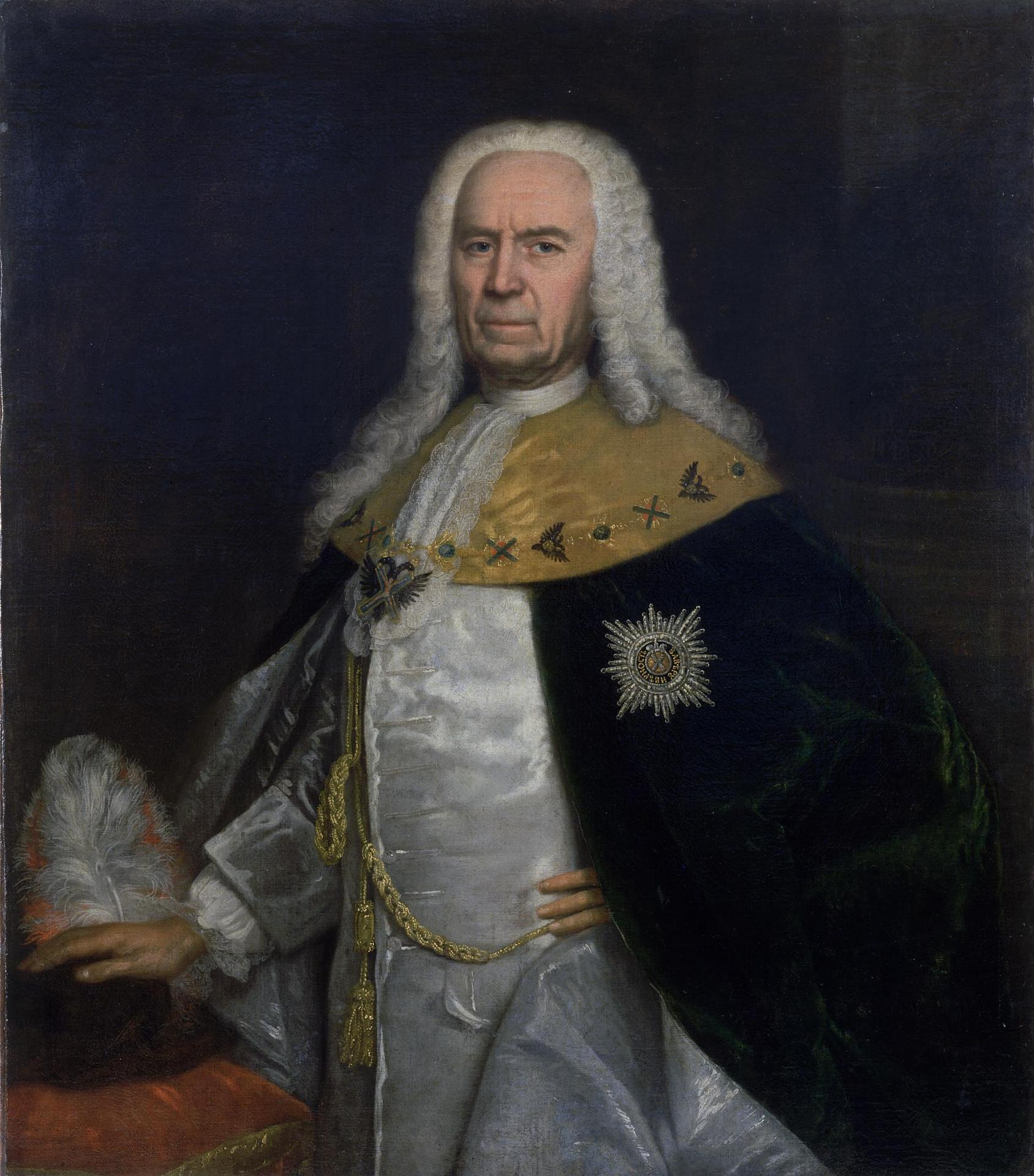
Andrei Iwanowitsch Uschakow im Ornat des Ordens des Heiligen Andreas des Erstberufenen

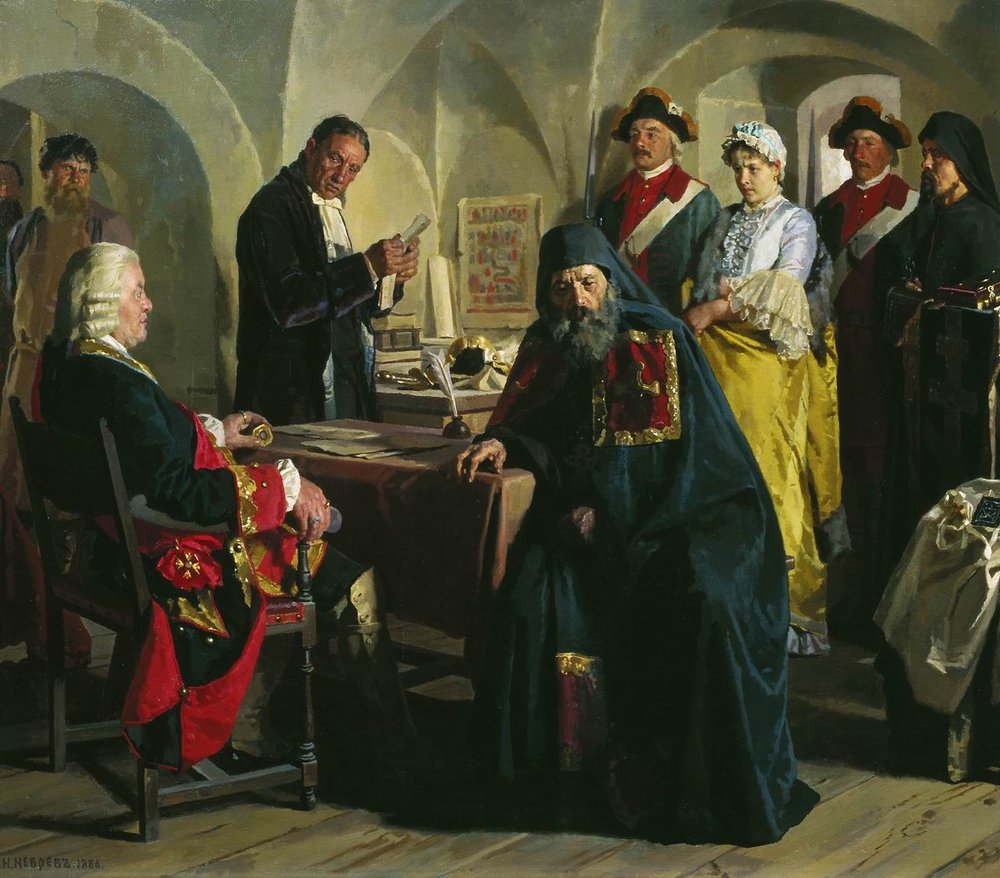
Die Fürstentochter Jussupowa vor ihrer Verbannung durch Uschakow ins Kloster (1886 von Nikolai Nevrev)

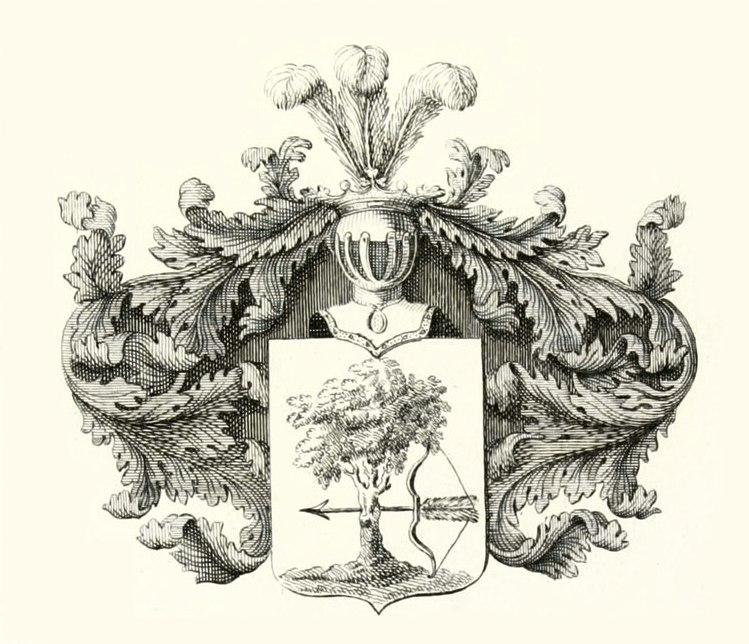
Wappen der Uschakow

Graf Andrei Iwanowitsch Uschakow (russisch Андре́й Ива́нович Ушако́в; * 1672 im Gouvernement Nowgorod; † 20. März 1747 in Sankt Petersburg) war ein russischer Politiker, Generalinquisitor und General en chef.

## Leben
Er stammte aus der alten aber verarmten russischen Adelsfamilie Uschakow. Nach dem Tode seines Vaters Iwan Walerjewitsch Uschakow lebte er mit seinen vier Brüdern Polykarp, Iwan, Roman und Jeremej im Gouvernement Nowgorod in großer Not. Das väterliche Erbe bestand lediglich aus einer Hütte und einem Diener.
Von der Musterungskommission in die Hauptstadt gerufen, trat er als Gemeiner in das Militär ein. Peter der Große wurde auf Uschakow aufmerksam und beförderte ihn zum Unteroffizier, 1707 zum Leutnant und 1708 zum Kapitän-Leutnant der Garde. Peter der Große soll über Uschakow gesagt haben: „Hätte ich mehrere solcher Offiziere, so dürfte man mich vollkommen glücklich nennen.“ 1712 stieg er als Gardekapitän zum Adjutanten auf. Als Generalinquisitor leitete er die russische Geheimpolizei. Von 1715 bis 1716 bereiste Uschakow das Land, um Missstände in den örtlichen Behörden aufzudecken und beaufsichtigte den Schiffbau. 1721 erhielt er den Rang eines Generalmajors und wurde Mitglied des Admiralkollegiums, der geheimen Kanzlei und 1724 des Senates. Kaiserin Katharina I. ernannte Uschakow 1727 zum Generalleutnant. Nachdem er in Ungnade gefallen war, wurde er 1730 durch Kaiserin Anna Iwanowna erneut Mitglied des Senats, General en Chef, Generaladjutant, sowie Oberstleutnant der Garde. 1740 saß er in der Gerichtskommission gegen Wolinksi und 1741 gegen Heinrich Johann Friedrich Ostermann und Burkhard Christoph von Münnich. Am 25. Juli 1744 erhielt er von Kaiserin Elisabeth Petrowna den erblichen russischen Grafenstand. Andrei Iwanowitsch Uschakow starb am 31. März 1747 in Sankt Petersburg und fand seine letzte Ruhestätte in der Mariä-Verkündigungs-Kirche des Sankt Petersburger Alexander-Newski-Klosters.

## Familie
Andrei Iwanowitsch Uschakow war mit Elena Leontiewna Kokoschkina verheiratet. Seine Tochter Jekaterina Andrejewna Uschakowa (1715–1779) heiratete den russischen Diplomaten Pjotr Grigorjewitsch Tschernyschow. Sein Stiefsohn war der russische Feldmarschall Stepan Fjodorowitsch Apraxin.

## Auszeichnungen
- Orden des Heiligen Alexander Newski
- Orden des Heiligen Andreas des Erstberufenen